# Bataille de Şarköy
Première guerre balkanique
La bataille de Şarköy ou opération Şarköy (bulgare : Битка при Шаркьой ; turc : Şarköy Çıkarması) est une bataille de la première guerre balkanique qui s'est déroulée du 9 au 11 février 1913 et qui opposa la Bulgarie à l'Empire ottoman. Les ottomans tentèrent une contre-attaque mais ils furent vaincus par les Bulgares lors des batailles de Bulair et de Şarköy.